# Europium(II)-tellurid
Europium(II)-tellurid ist eine anorganische chemische Verbindung des Europiums aus der Gruppe der Telluride.

## Gewinnung und Darstellung
Europium(II)-tellurid kann durch Reaktion von Europium mit Tellur bei 500–1000 °C gewonnen werden.
{\displaystyle \mathrm {Eu+Te\longrightarrow EuTe} }
Die Verbindung lässt sich auch aus Europium(II)-hydrid und Tellur im Wasserstoff-Strom bei 600–850 °C
{\displaystyle \mathrm {EuH_{2}+Te\longrightarrow EuTe+H_{2}} }
oder aus fein verteiltem Europium(II)-oxid mit einem Überschuss von Tellur bei 600–900 °C oder aus Europium(II)-oxalat und Tellur darstellen.

## Eigenschaften
Europium(II)-tellurid ist ein schwarzer antiferromagnetischer Feststoff mit kubischer Kristallstruktur vom Natriumchlorid-Typ.